# Domotique
 (novembre 2020).
 (novembre 2020).

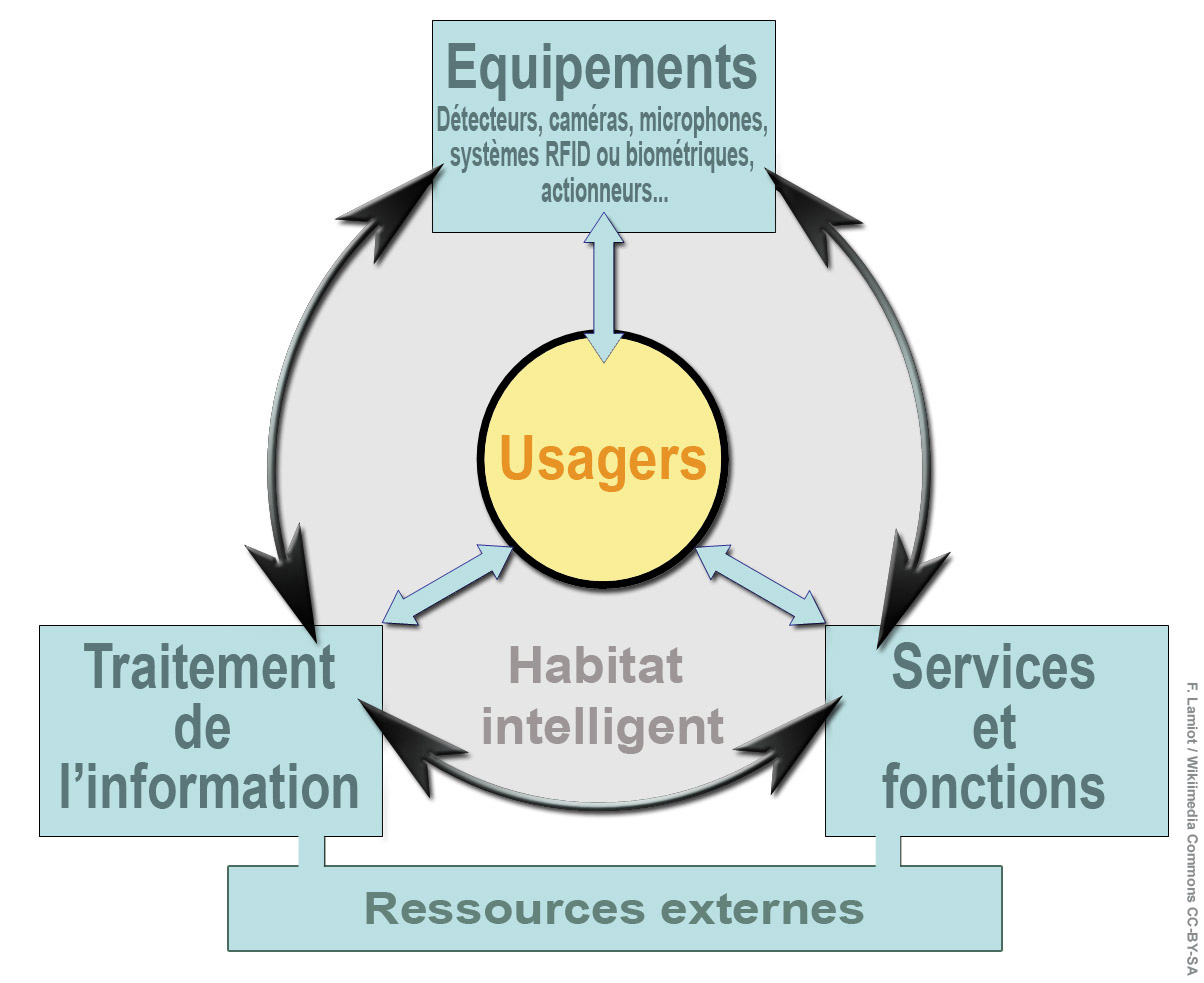
Représentation graphique schématique d'items relatifs à l'« habitat intelligent » (version évoluée de la domotique des années 1970-1980), avec leurs relations entre eux et avec l'usager.

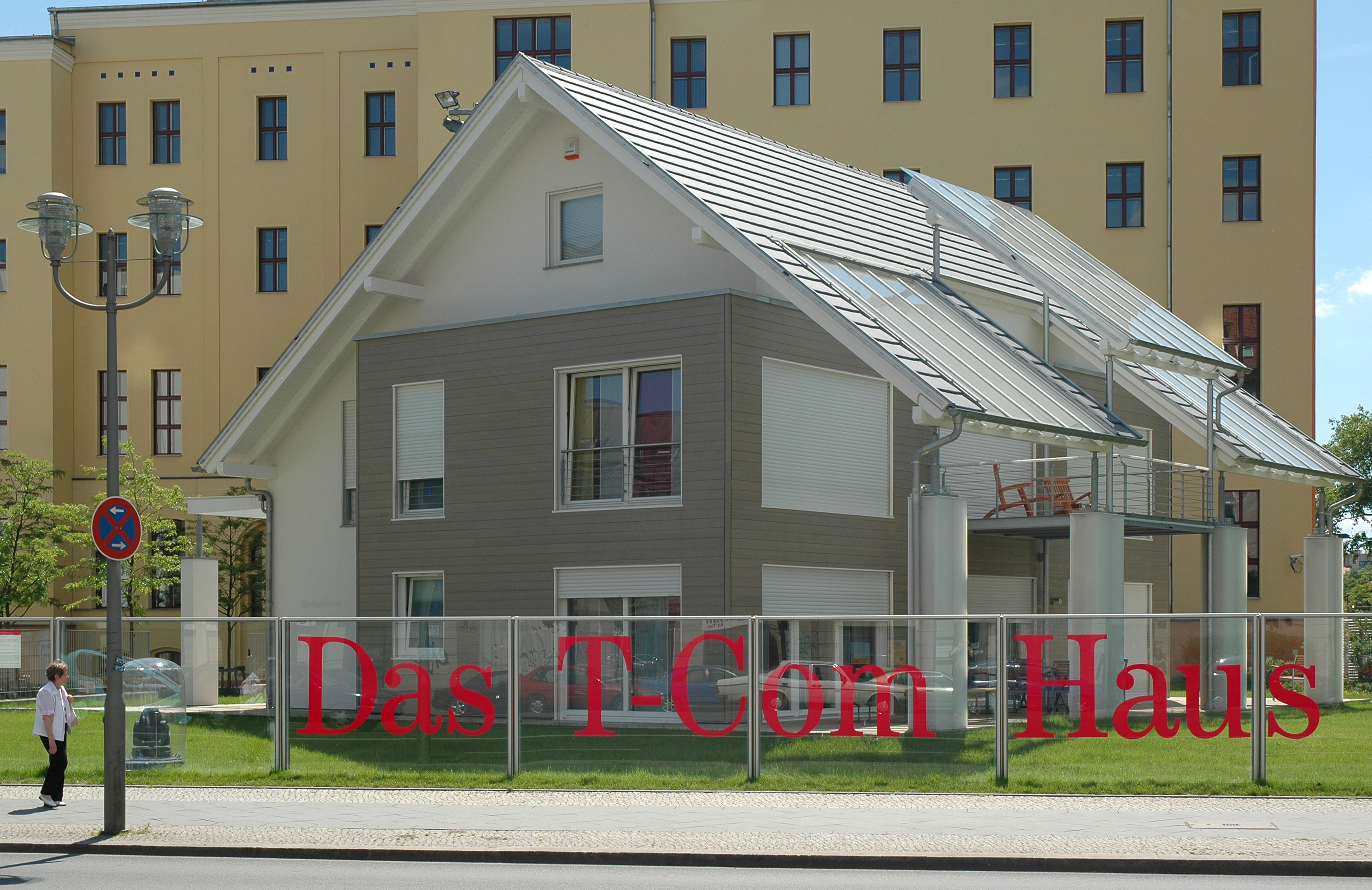
Maison de démonstration dite « Maison T-com », à Berlin.

La domotique est l'ensemble des techniques de l'électronique, de physique du bâtiment, d'automatisme, de l'informatique et des télécommunications utilisées dans les bâtiments, plus ou moins « interopérables » et permettant de centraliser le contrôle des différents systèmes et sous-systèmes de la maison et de l'entreprise.

## Les domaines d'application de la domotique

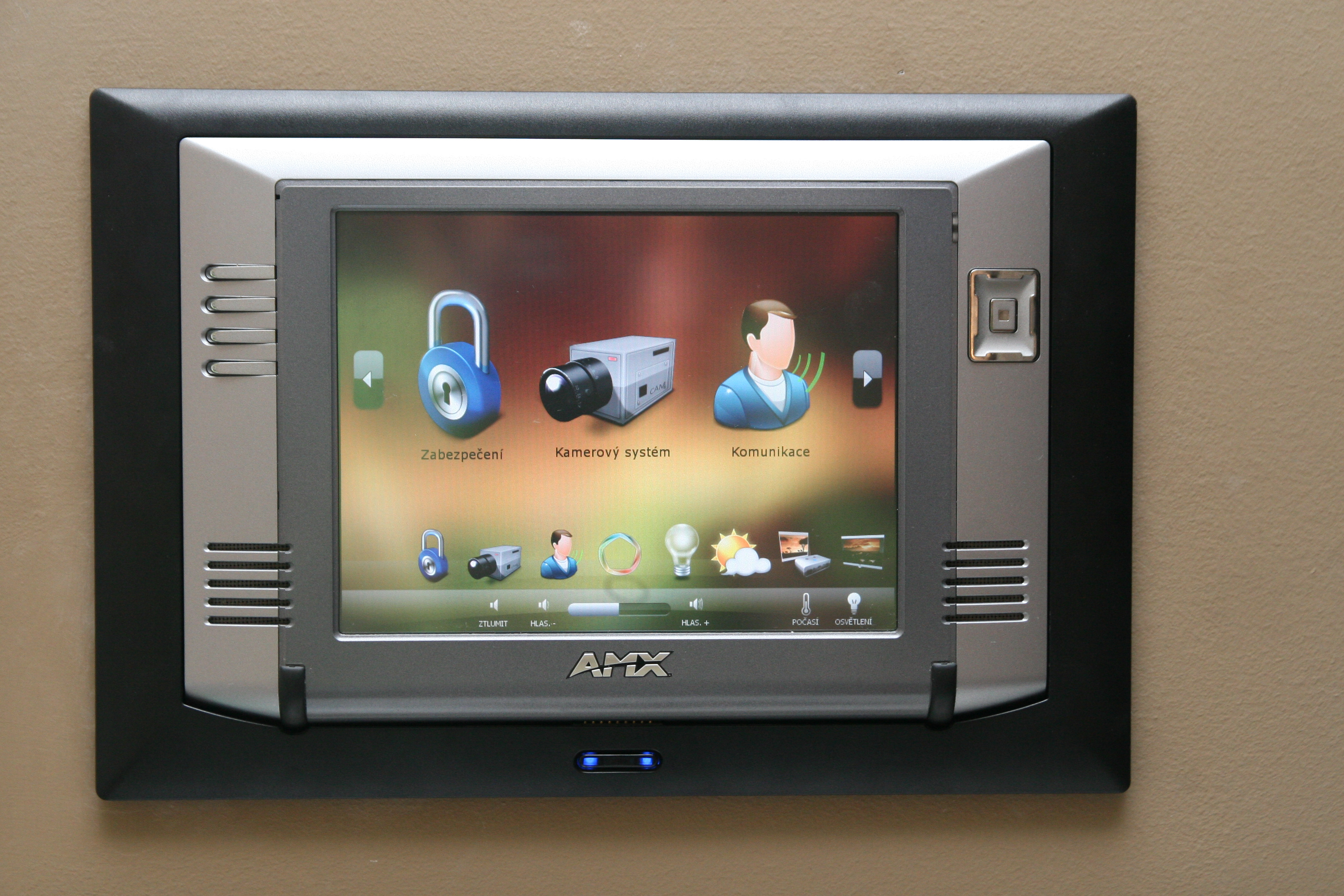
Exemple de « panneau de contrôle », et interface de programmation.

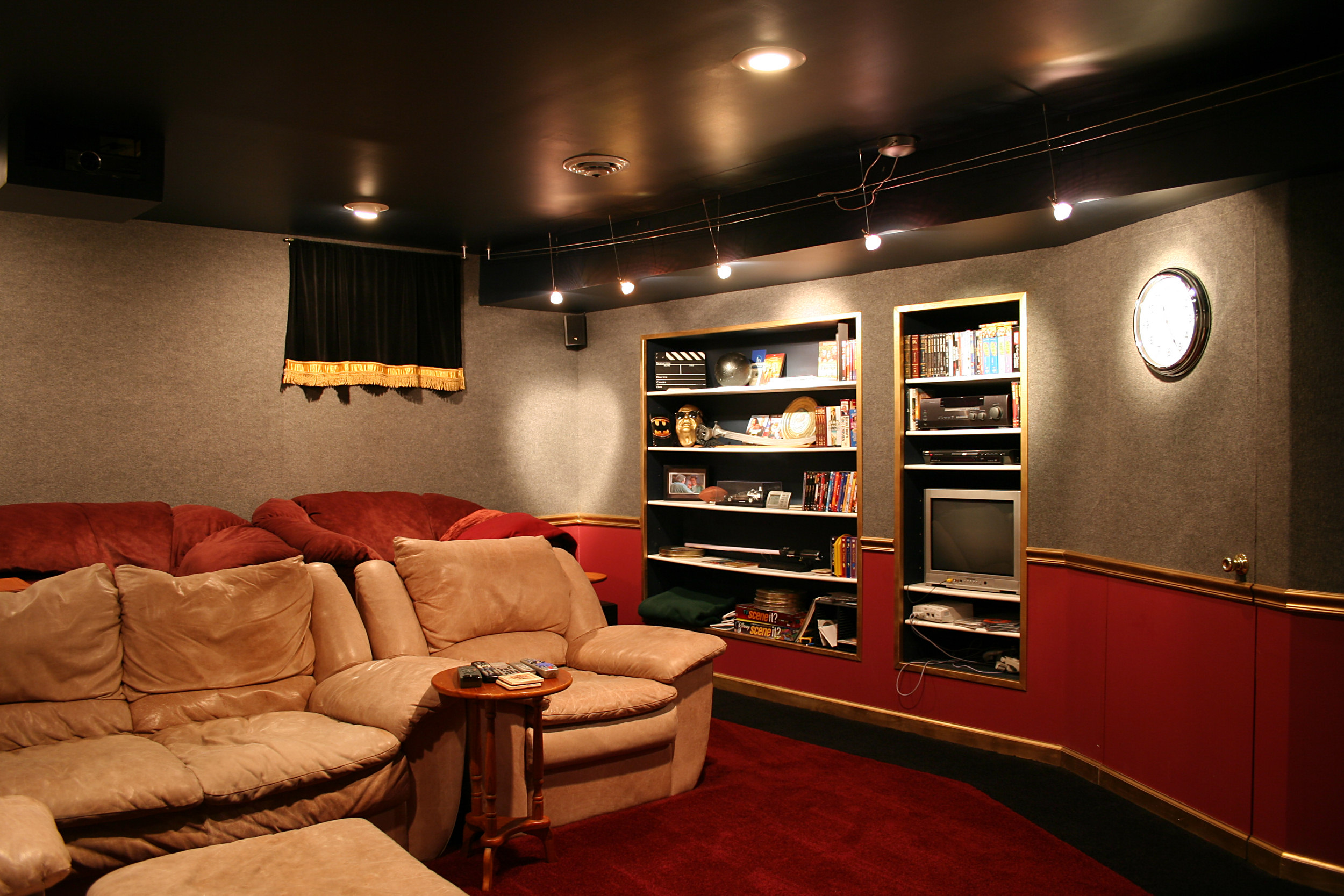
Le Home cinema est l'un des « services » qui peut, être intégré dans la domotisation.

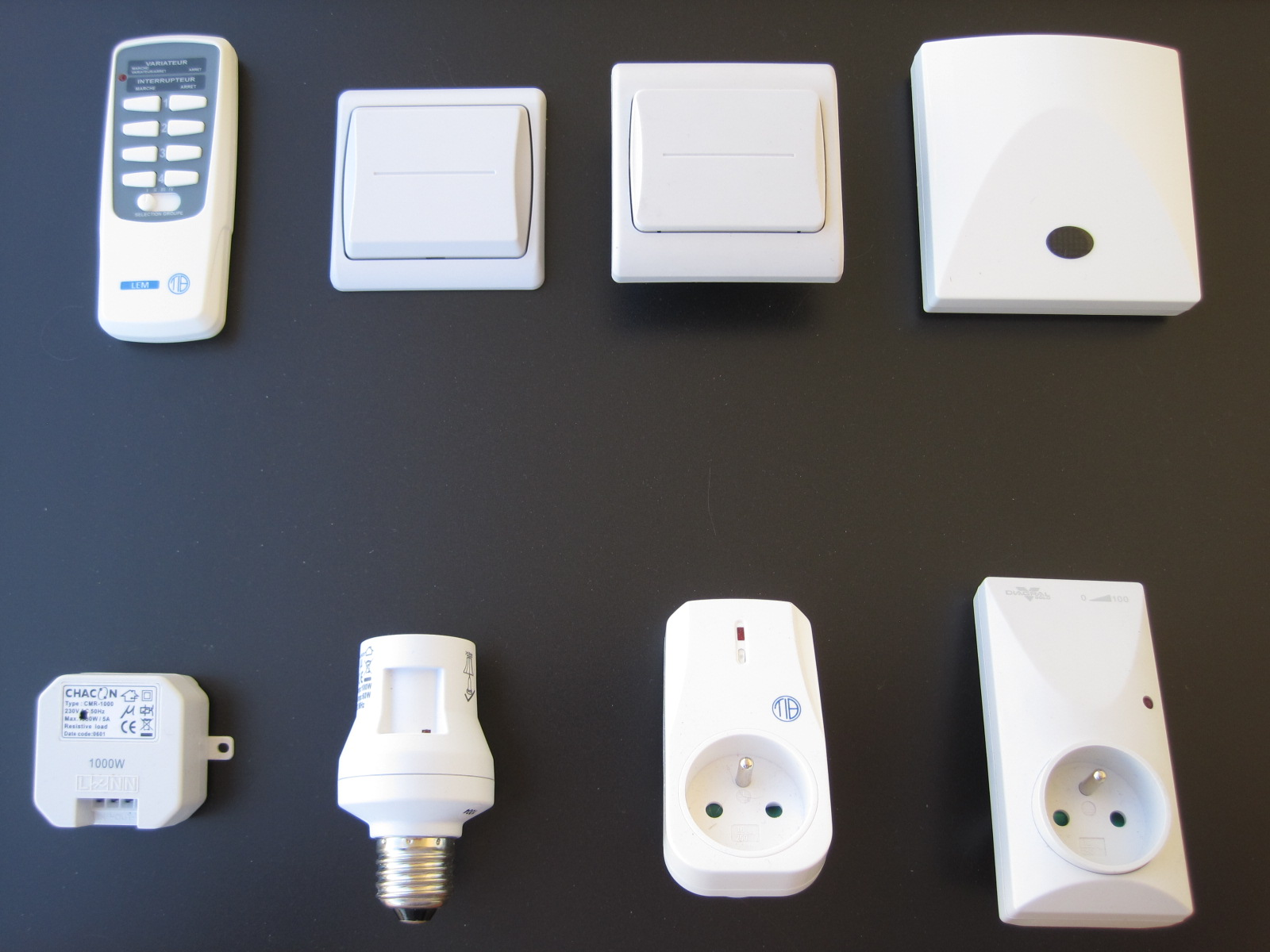
Exemple de « modules domotique » radiocommandés (par télécommande), interrupteurs, relais, douille, prises 230 V et variateur.

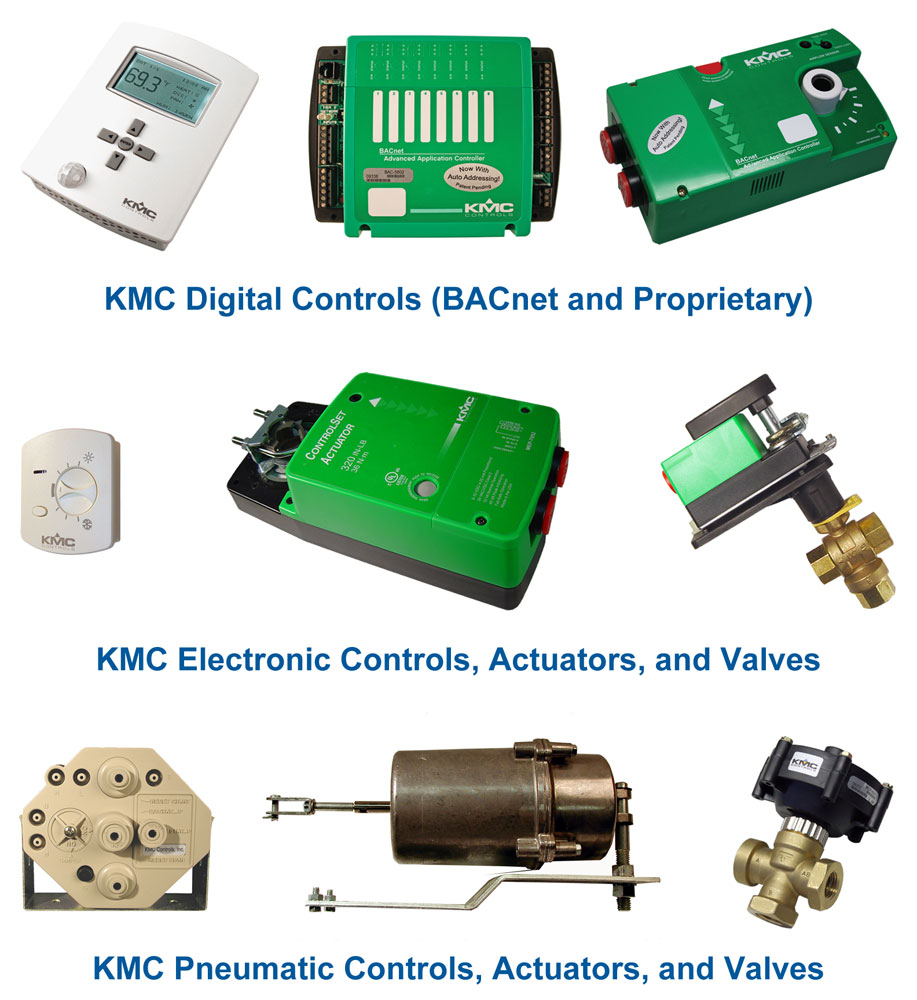
Exemple d'une famille de modules domotiques électroniques et électromécaniques (vannes, vérins) pouvant être commandés par une même unité centralisée.

Les principaux domaines dans lesquels s'appliquent les techniques de la domotique sont :
- le pilotage des appareils « électrodomestiques », électroménagers par programmation d'horaires ou de macro (suites d'actions programmées réalisées par les appareils électroménagers) définis par l'usager. Le déclenchement des appareils peut être aussi lié à des évènements (détecteurs de mouvement, télécommandes, etc.) ;
- la gestion de l'énergie, du chauffage (par exemple, il est possible de gérer les apports naturels (calories, frigories, vent, lumière, eau…) en fonction de l'enveloppe thermique du bâtiment), de la climatisation, de la ventilation, de l'éclairage, de l'ouverture et de la fermeture des volets (en fonction de l'ensoleillement ou de l'heure de la journée, par exemple), de l'eau (le remplissage de la baignoire peut s'arrêter automatiquement grâce à un senseur, les robinets de lavabos peuvent ouvrir l'eau à l'approche des mains, etc.). Il est également possible de recharger certains appareils électriques (ordinateurs, véhicules électriques, etc.) en fonction du tarif horaire (voir Smart grid). Un compteur communicant peut être intégré dans un smart-grid ou raccordé à un système de télégestion. La Régulation/programmation du chauffage permet d'importantes économies ;
- la sécurité des biens et des personnes (alarmes, détecteur de mouvement, interphone, digicode) ;
- la communication entre appareil et utilisateur par le biais de la « sonification » (émission de signaux sous forme sonore) ;
- le « confort acoustique ». Il peut provenir de l'installation d'un ensemble de haut-parleurs permettant de répartir le son et de réguler l'intensité sonore ;
- la compensation des situations de handicap et de dépendance.

Dans le cadre des suites à donner au Plan bâtiment du Grenelle de l'environnement et du PREBAT, un groupe de travail doit faire pour 2011 des propositions concrètes pour favoriser l'innovation (technologique, organisationnelle, financière, législative ou commerciale, ainsi qu'en matière de mesure, vérification, énergie fatale, assurance et certification) dans le secteur du bâtiment (un rapport intermédiaire a été rendu mi-janvier 2011, avec dix-huit propositions et une incitation à passer du « performantiel » à l'« exigenciel » en matière de performances globales, ce qui nécessite d'impliquer tous les acteurs sur l'énergie mais aussi la santé, le confort et l'environnement). Une plateforme géothermie et bâtiments intelligents se met en place avec le pôle de compétitivité S2E2, le BRGM et le Technopole d'Orléans.

## Domotique et environnement
La domotique utilise des TIC qui peuvent être très consommatrices d'énergie et de matières rares ou précieuses. Elle peut aussi chercher à diminuer son empreinte écologique (« éco-domotique ») et celle de ses utilisateurs par une écoconception, en facilitant une meilleure maîtrise de la consommation énergétique de l'habitat, en améliorant l'efficience énergétique des installations, ou le pilotage automatique d'installations de production d'énergie (ex : association de panneaux solaires suivant le soleil, de « petit éolien » uniquement activé (pour limiter l'usure des pièces) quand les conditions de vent sont idéales ou pompe à chaleur activée quand le différentiel de température est idéal, etc.).
Les nouvelles normes de construction imposent une meilleure gestion de l'énergie. Ainsi, en France, depuis 2005, il est obligatoire de couper le chauffage lorsque l'on ouvre une fenêtre. Depuis le 1er janvier 2013 la RT 2012 (issue du Grenelle de l'environnement) commence à imposer aux nouveaux permis de construire l'affichage et la mesure des consommations d'énergie pour au minimum les cinq postes suivants : ventilation, climatisation, chauffage, éclairage, et production d'eau chaude sanitaire, ceci afin d'aider à ce que la norme de 50 kWhep/(m2.an) ne soit pas dépassée.
La domotique peut - par défaut, ou sur commande - conditionner l'éclairage et le chauffage d'une pièce, ou la mise en route de certains appareils à la présence ou non d'un occupant. Un groupe japonais, le Sekisui Chemical Group, vend déjà des « logements avec zéro frais d'électricité et de chauffage ». L'Allemagne est aussi précurseur dans ce domaine avec de nombreux modèles de maisons passives (Passivhaus) notamment dans la région de la Bavière.
Avec le temps, la domotique tend à sortir de la maison. Elle met par exemple en relation des unités d'habitation entre elles et avec un immeuble (c'est l'immotique) et avec la ville (on entre alors dans l'« urbatique » ou avec un gestionnaire / propriétaire ou d'autres entités fournissant par exemple des services (eau, énergie, livraison de nourriture, soins à domicile ou distants, lavage de vêtements, etc). Si ces services visent prioritairement à moins dégrader l'environnement, on parle parfois d'« écodomotique urbaine ».
En France, dès les années 1990, des bailleurs sociaux (organismes HLM) utilisaient des outils de veille et de gestion techniques, administratives et financières à distance, pour leurs immeubles, via des programmes d'interface de Domotique Collective. Le principal frein était le manque d'interopérabilité entre des équipements produits par des fournisseurs différents (dans ce cas, les interfaces de programmation, les interfaces d'immeubles (IDI) doivent pouvoir communiquer avec les interfaces de logements (IDL) et bientôt avec les smart grids et autres réseaux communicants (par exemple dans la perspective de l'« internet de l'énergie » qui fonde la Troisième révolution industrielle telle que proposée par Jeremy Rifkin. En France, France Télécom a ouvert différents réseaux (RTC, TRANSFIX, Transpac, TRANSVEIL, NUMERIS éventuellement câblés) permettant cette mise en réseau « intelligente ». La ligne téléphonique, puis l'internet tendent à devenir des supports privilégiés d'une « méta-domotique » interconnectée. Dans ce contexte, des questions éthiques et techniques se posent quant à la protection de la vie privée et des données personnelles.

## Coût de la domotique

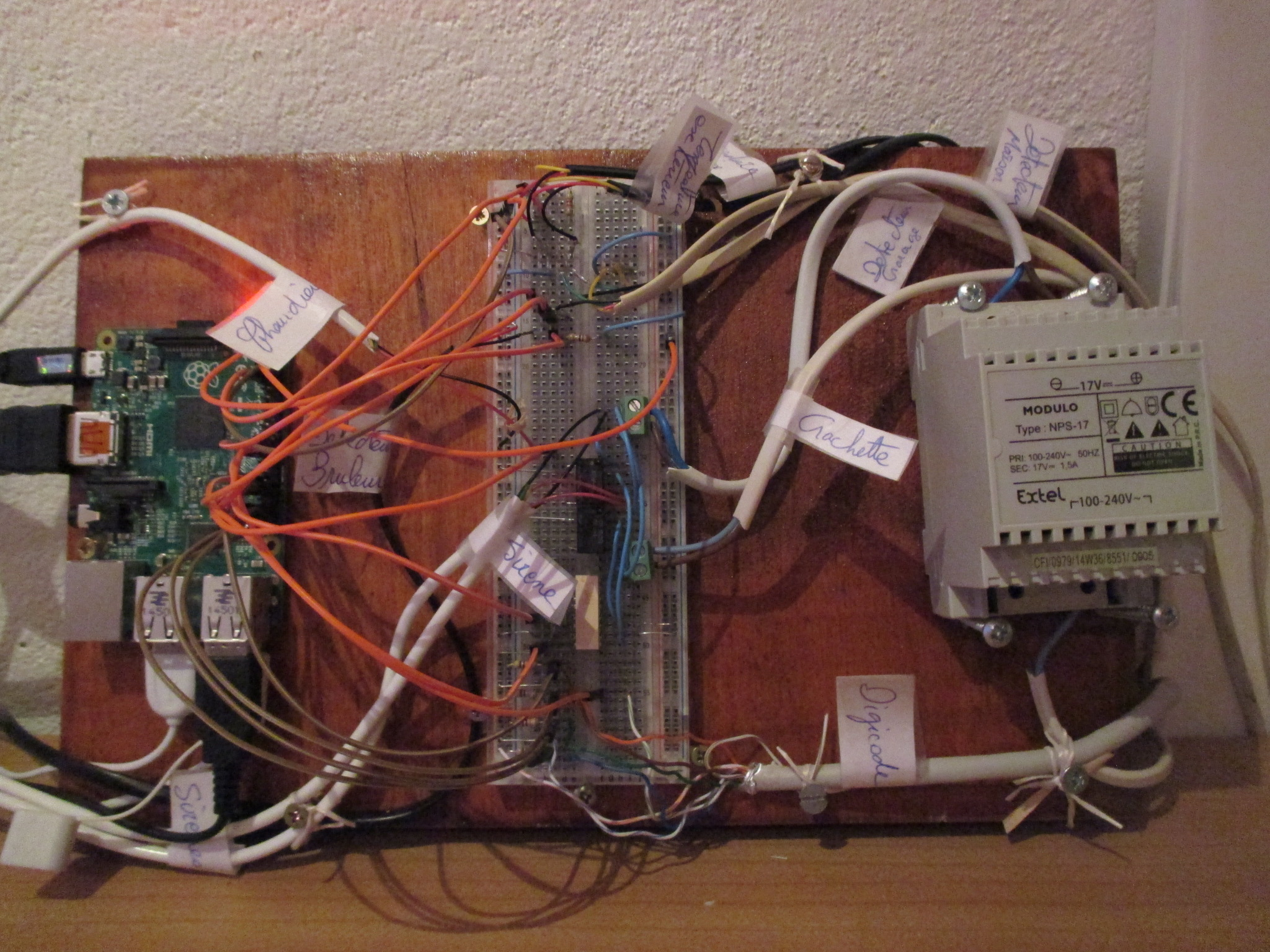
Mini PC Raspberry Pi domotique.

Le coût de l'installation dépendra essentiellement du choix du support de transmission des informations (bus de commande, sur courant porteur ou sans fil) et du projet (neuf ou rénovation).

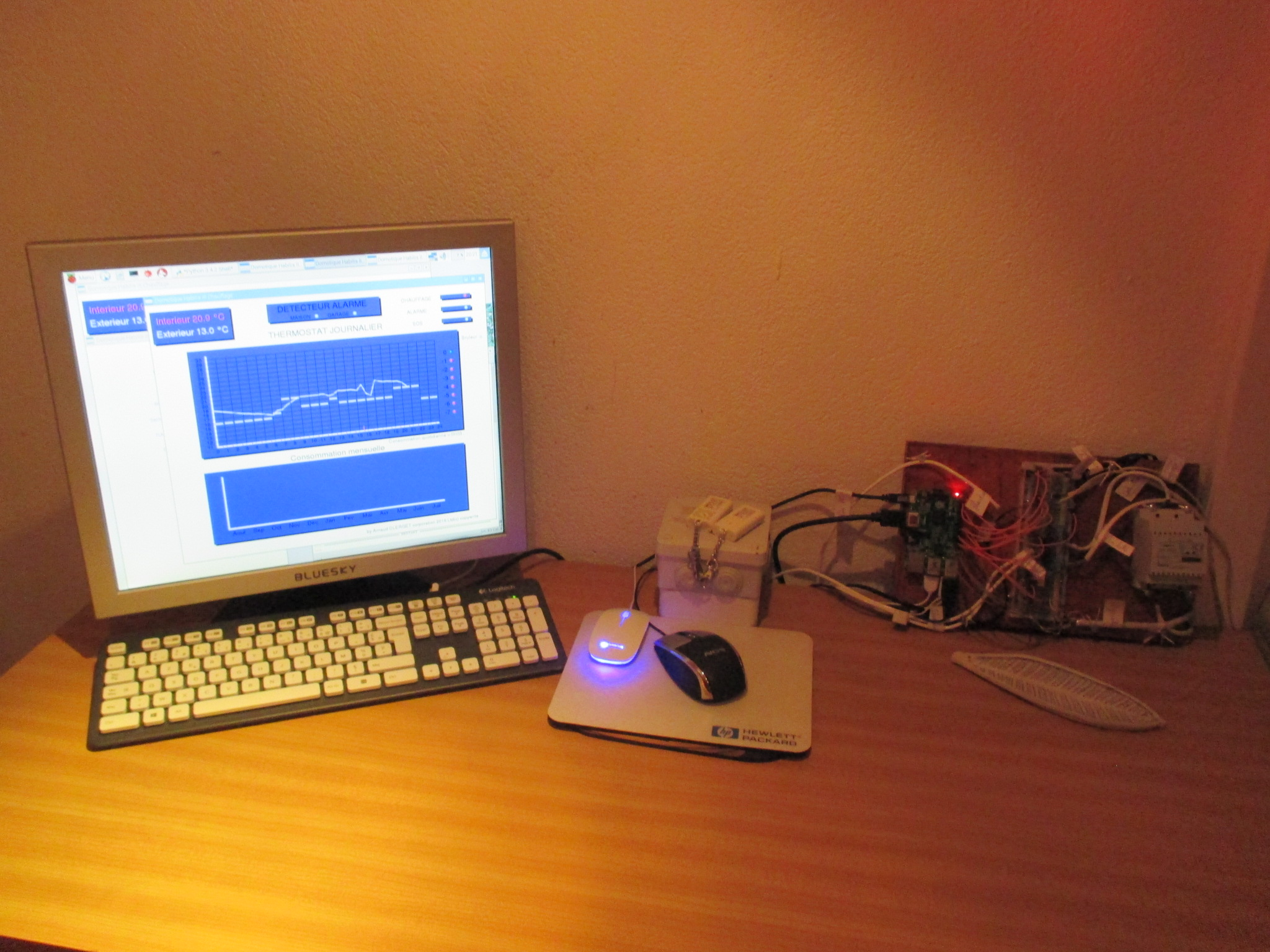
Exemple de solution domotique amateur, développée à base de Mini PC Raspberry Pi sous Linux.

Dans une construction neuve, le filaire est généralement adopté. En effet, pour des projets dans le neuf, dans la majorité des cas, le chantier est pris en charge par l'électricien dont le métier est, traditionnellement, la mise en place d'un circuit filaire. Dans les projets de domotique réalisés dans une maison neuve d'une taille comprise entre 130 et 170 m2, en 2011, le coût de la domotique représente entre 4 et 10 % du coût global de la construction.
Une partie du monde de la domotique est représentée par une communauté de passionnés de ce type de technologie (geeks), qui à défaut de solutions du commerce, conçoivent et mettent en œuvre individuellement, à prix coûtant, leur propre solution domotique amateur, à base en général de Mini PC Raspberry Pi, Arduino, Microcontrôleur, Automate programmable industriel, avec des compétences professionnelles ou autodidactes personnelles en électricité, automatisme, robotique, électronique, informatique / informatique industrielle.

## Techniques de la domotique
La domotique est basée sur la mise en réseau par une « centrale de commande » des différents appareils électriques de la maison.
La centrale de commandeProgrammable et contenant des modules embarqués (passerelles domestiques) ou une interface micro-informatique (écran tactile, serveur, etc.) elle joue le rôle d'une « intelligence » centralisée et d'interface homme-machine centralisée pour l'usager ou des services distants de contrôle. Elle tend à devenir plus réactive aux changements du contexte. Pour cela elle réunit ou remplace divers appareils (programmateur/régulateur de chauffage, centrale d'alarme, système de centralisation des persiennes électriques, contacteur jour/nuit du cumulus, délesteur, programmateurs horaires, systèmes d'arrosage automatiques, etc.), qui peuvent fonctionner et interagir de manière asynchrone.
L'écran de contrôleIl est fixe dans le domicile, où il peut être émulé à distance via le réseau ADSL de la maison puis l'internet, permettant le pilotage de la maison à distance pour tout ou partie des fonctions domotiques. L'interface distante peut être par exemple un ordinateur de poche, un téléphone portable ou smartphone, une tablette tactile, une télécommande (universelle ou non), une interface sur télévision connectée, un écran + souris, etc..
Le pilotage à distance : Il permet de faire face quasiment en temps réel à des situations particulières. Par exemple :
- un des enfants de la maison a oublié ses clés. L'un des parents peut, depuis un smartphone, ouvrir le portail, déverrouiller la porte d'entrée et désactiver l'alarme ;
- une livraison est attendue dans la journée. Le propriétaire peut laisser le livreur accéder au garage afin que le colis y soit déposé, et communiquer avec lui.

Par ailleurs, l'usager peut programmer certains fonctions de la maison « domotisée » grâce à cette interface qui est reliée aux appareils connectés. Il peut par exemple :
- enclencher l'arrosage du jardin à une certaine heure de la journée ;
- maintenir une température donnée dans la maison ;
- ouvrir les volets à une heure donnée.

De plus, il est généralement possible, par des réglages avancés, d'adapter le système à son propre rythme de vie, (en programmant des « scénarios »).
Avant d'être réellement installé, un système domotique peut théoriquement être virtuellement modélisé, prototypé et testé afin de vérifier son efficacité et son adaptabilité à des changements de contexte. Il existe un logiciel pédagogique de maison virtuelle à domotiser.

### Fonctionnement des interfaces de contrôle
Pour contrôler le serveur ces interfaces utilisent :
- des surfaces de contrôle avec boutons, télécommandes ;
- des systèmes écran et souris, avec clavier avec ou sans fils ;
- des interfaces tactiles : écrans tactiles (PDA ou UMPC) associés à un logiciel ou une interface web ;
- des microphones permettant une activation par commande vocale (directement ou via téléphones GSM ou VoIP) associés à des logiciels de reconnaissance vocale ;
- des logiciels de reconnaissance des gestes, d'empreinte digitale, du visage[11]…

### Modes de transmission
Différents modes de transmission existent :
- Par onde radio hertzienne : Bluetooth, Bluetooth mesh, io-homecontrol, Zigbee, X2D, Wireless USB, EIB/Konnex ou KNX, Z-Wave[12] et autres protocoles 433 MHz, 866 MHz, etc.
- Par infrarouge : RC5 Philips, SIRCS Sony, IrDA, etc. ;
- Par courant porteur secteur X10, In One Legrand (entreprise), EIB/Konnex ou KNX , X2D DELTA DORE, WATTLET, etc. ;
- Par signatures numériques magnétiques ;
- Par réseau câblé Ethernet ou bus (Ethernet, TCP/IP, EIB/Konnex ou KNX , SCS BUS / OpenWebNet, USB, LonWorks, UPnP, RS485, Jbus, Batibus, Profibus, ModBus, I2C, 1-Wire, etc. (BUS = câblage basse tension de type Ethernet 8 fils, EIB 2 fils, I2C 2 fils, etc.).

Les liaisons filaires (Ethernet, BUS, etc.) jouent en faveur de la stabilité du système.

## Appareils domotiques

### Home cinema
Avec la domotique, il est possible d'utiliser ou piloter différents médias simultanément et à tout endroit de la maison : musique, images, vidéo, etc.

### Assistance à la vie quotidienne
Des robots d'assistance à la vie quotidienne ou à des malades ou handicapés sont à l'étude dans de nombreux laboratoires de recherche (2008). Ces robots domestiques prennent parfois forme humaine et peuvent se déplacer en évitant tous les obstacles. Ces machines sont actuellement limitées par des exigences de sécurité. Des robots disposent de dispositifs de sécurité leur ôtant toute force mécanique dès qu'ils entrent en contact avec une personne par exemple, mais ce type de dispositif ne suffirait pas, par exemple, pour la sécurité d'un enfant de moins de trois ans.
Des chercheurs travaillent sur des systèmes logiciels et de capteurs de reconnaissance vocale, de sons et d'images, de visage, ainsi que sur des programmes permettant au robot d'acquérir les mêmes possibilités d'apprentissage que les humains.
Quelques robots d'assistance à domicile sont déjà commercialisés, tel Wakamaru, lancé en 2005 par Mitsubishi Heavy Industries, qui peut remplir plusieurs services, comme rappeler un rendez-vous important, se connecter à Internet par le Wi-Fi pour aller y chercher de l'information et la retransmettre grâce à sa voix féminine ou surveiller la maison.

## Compensation des situations de handicap ou de dépendance
En permettant la recherche constante d'une meilleure autonomie et la prévention des exclusions, la compensation des handicaps s'inscrit dans un double cadre législatif qui rénove l'action sociale et médico-sociale en faveur des personnes en situation de handicap.
La mise en œuvre de la domotique permet de donner plus d'autonomie à la personne handicapée et rassure les proches quant à l'autonomie et à la sécurité de cette personne.
1. La loi de 2004 relative à la politique de santé publique[15], définit comme objectifs pluriannuels de santé publique, « l'amélioration de l'état de santé de la population et de la qualité de vie des personnes malades, handicapées et des personnes dépendantes ». Cette loi se réfère à la définition de la santé promulguée par l'Organisation mondiale de la santé (OMS) dans sa constitution de 1946 : « La santé est un état de complet de bien-être physique, mental et social, et ne consiste pas seulement en une absence de maladie ou d'infirmité ».
2. La loi de 2002 pour la rénovation de l'action sociale et médico-sociale[16] : « l'action sociale et médico-sociale tend à promouvoir, dans un cadre interministériel, l'autonomie et la protection des personnes, la cohésion sociale, l'exercice de la citoyenneté, à prévenir les exclusions et à en corriger les effets. Elle repose sur une évaluation continue des besoins et des attentes des membres de tous groupes sociaux, en particulier les personnes handicapées et des personnes âgées, des personnes et des familles vulnérables, en situation de précarité ou de pauvreté, et sur la mise à leur disposition de prestation en espèce ou en nature ».
3. La loi du 11 février 2005 pour l'égalité des droits et des chances[17], la participation et la citoyenneté des personnes handicapées : « La politique de compensation des handicaps comporte notamment la mise en œuvre d'actions d'amélioration du cadre de vie prenant en compte tous les environnements, produits et services destinés aux personnes handicapées et mettant en œuvre des règles de conception conçues pour s'appliquer universellement ».

La réalisation d'un environnement contrôlable à distance demande l'installation d'un dispositif composé de quatre parties :
1. Une interface entre l'utilisateur et le système domotique : appelée plus communément contrôle d'environnement, elle permet à la personne de contrôler son environnement, en sélectionnant et activant les éléments à contrôler. Cette interface peut être fixe, mobile ou mise sur un fauteuil roulant. Suivant les capacités résiduelles de la personne, différentes commandes spécifiques (ou contacteurs) peuvent être installées. Ces commandes peuvent être mécaniques, pneumatiques, musculaires… ;
2. Le système domotique : il permet de centraliser les informations émises par l'interface, afin de les organiser et de les adresser à des effecteurs ;
3. Les effecteurs : tous les appareils et moteurs à contrôler à distance, tels que, par exemple : les fonctionnalités d'un lit (têtière, plicature de jambes, hauteur), le téléphone, la télévision, les portes, les lumières, les volets, le chauffage, les prises…

## Habitat communicant
Le concept d'habitat communicant correspond à l'introduction des nouvelles technologies (NTIC) dans l'habitat.
Historiquement, ce concept est une évolution du terme « domotique ». Le terme anglais est home automation.
Ce sujet peut être vu comme une application de l'internet des objets au domaine de l'habitat[réf. souhaitée].
Le domaine du bâtiment est un prolongement naturel, ce qu'on appelle l'immotique : gestion technique de bâtiment.
Alors que la domotique était historiquement centrée sur les automatismes (ouvertures des volets, portails), le terme habitat communicant est davantage focalisé sur la communication (entre capteurs, avec l'usager) et sur un grand usage de l'informatique. L'utilisation d'un terme nouveau s'explique aussi par la connotation du terme domotique qui n'est pas positive en français.

## Technologies
Les technologies d'habitat communicant s'appuient sur plusieurs briques :
- la communication à l'intérieur de l'habitat ;
- la communication avec l'extérieur de l'habitat ;
- les interfaces hommes machines.

### Communication intra-habitat
Le nom donné à la communication intra-habitat est HAN, Home Area Network. La communication intra-habitat peut être :
- filaire (réseau Ethernet, câblage spécifique) ;
- radio (en bande ouverte) ;
- courants porteurs en ligne (par le courant électrique) ;
- infrarouge.

La communication filaire est privilégiée dans le neuf (lors de la construction d'une maison). Le surcoût d'un câblage est de quelques milliers à dizaines de milliers d'euros. En rénovation, le câblage est évité au profit des communications radio (ou courants porteurs en ligne).
Il existe plusieurs dizaines de protocoles techniques, et seuls sont cités ceux que l'on peut trouver dans l'habitat résidentiel.

#### Technologies filaires
Les technologies filaires sont couramment de type « bus de terrain » car la gestion des messages s'appuie sur des protocoles déterministes (qui utilisent Carrier Sense Multiple Access with Collision Detection en mode CR pour gérer les collisions). Les bus ont également l'avantage d'accepter les connexions ou en étoiles, sur de grandes longueurs. Voici quelques exemples de bus qui sont plus ou moins propriétaires :
- KNX (standard) ;
- LonWorks ;
- SCS de Legrand ;
- RS485, Modbus, Profibus ;
- Niko Home Control ;
- Velbus ;
- Domintell ;
- QBus ;
- BACnet (dans les grands bâtiments).

Ces bus de terrain sont davantage utilisés dans les bâtiments tertiaires que dans l'habitat résidentiel.

#### Courants porteurs en ligne
Les protocoles CPL classiques sont :
- X10, la solution historique (mais dont la fiabilité est très critiquée) ;
- HomePlug, la solution haut débit, avec différentes versions (mais qui doit être vue comme une extension IP) ;
- des solutions propriétaires bas débit ;
- il existe divers projets non totalement aboutis dans le domaine du bas débit comme Insteon, une solution propriétaire américaine, qui présente l'originalité de s'appuyer simultanément sur le réseau radio et CPL, ou Wattlet, une solution propriétaire française, avec un protocole fiabilisé[réf. nécessaire] avec accusé de réception et mécanismes d'immunité au bruit sur une fréquence de 110 kHz.

La plupart des systèmes domotiques proposent des systèmes de passerelle pour permettre les interactions à distance (hors de l'habitation) par l'intermédiaire du protocole IP (Ethernet). Il existe également des passerelles BUS CAN vers USB ou port série.

#### Technologies sans fil
Radio
Les protocoles radio habituels sont :
- ZigBee ;
- Z-Wave ;
- Enocean ;
- Wi-Fi (pour étendre le réseau IP) ;
- RFID et NFC (plutôt pour de courtes portées, quelques cm, même si le RFID 868 MHz existe) ;
- Bluetooth (et ses différentes versions) ;
- ANT (Garmin) ;
- CCP ;
- Io Home Control (gestion de communications radio bidirectionnelles de 868 MHz à 870 MHz, qui garantit la compatibilité du système avec des appareils de plusieurs marques différentes).

Infrarouge
Les protocoles infrarouge sont la base des télécommandes du domicile :
Sur des signatures propriétaires, il existe des bases de données de signatures, les bases de données pour faciliter l'interopérabilité peuvent également exister pour d'autres protocoles, notamment IP. Les protocoles peuvent être classés suivant : leur fréquence, leur portée typique, la notion d'acquittement, de maillage, de sécurité.
Toutes les technologies utilisées dans les réseaux de capteurs sans fil peuvent être utilisées dans l'habitat. Il existe également divers protocoles propriétaires sur les fréquences 433 et 868 MHz (en Europe).

#### Récapitulatif
Tableau informatif de classification des principaux systèmes de communication du bâtiment :
| Nom      | Filaire | Radio | IR  | Licence                   | Usage                                          |
| -------- | ------- | ----- | --- | ------------------------- | ---------------------------------------------- |
| Dali     | oui     | non   | non | Ouvert/Normé              | Dédié au système d'éclairage                   |
| SMI      | oui     | non   | non | Association de fabricants | Dédié à la commande de moteurs (Volets,Stores) |
| KNX      | oui     | (oui) | non | Ouvert/Normé              | Bus Général du bâtiment                        |
| LonWorks | oui     | oui   | non | Ouvert/Normé              | Bus Général du bâtiment                        |
| EnOcean  | non     | oui   | non | Privé/Normé               | Dédié aux interrupteurs                        |
| SCS      | oui     | non   | non | Privé                     | Bus Général du bâtiment                        |
| ZigBee   | non     | oui   | non | Association               | Interaction d'équipements                      |

### Communication hors-habitat (extra-habitat)
La communication avec l'extérieur de l'habitat est un prolongement naturel de plus en plus commun de la domotique originelle.
Elle s'est développée de pair avec l'internet et permet d'accéder à son domicile depuis tout accès internet, via un protocole qui doit être sécurisé. La centrale domotique peut alors aussi avoir recours à des services personnalisés ou recevoir des instructions des usagers ou propriétaires du bâtiment, ou - de manière plus ou moins automatisée - des informations utiles de l'extérieur (alerte météorologique, prévisions météorologiques pour adaptation anticipée du chauffage ou de la climatisation, alerte sismique ou autre (risque chimique, industriel, nucléaire…), saturation d'un réseau de distribution, avis de délestage, etc.) via des protocoles de type PubSub adaptés.
Dans les pays développés, en France notamment, le développement de l'accès haut débit (ADSL, fibre) permet une communication facilitée avec l'extérieur du domicile, et sans surcoût, c'est un des supports de développements possibles aux applications de l'informatique pervasive. Les opérateurs télécoms offrent également une connectivité aux réseaux cellulaires (GPRS ou 3G).
La communication avec l'extérieur du domicile s'appuie généralement sur une passerelle. Les technologies IP permettent maintenant de communiquer facilement avec internet. Il existe plusieurs manières d'accéder à son domicile depuis internet :
- soit en direct (une sécurisation particulière, port entrant, doit être mise en place)
- soit au travers d'un serveur sur internet qui joue le rôle de relais (pour éviter des configurations manuelles sur les routeurs ADSL).

La communication hors habitat peut être vue comme s'appuyant sur le Cloud.
La technologie la plus utilisée pour la communication inter-habitat est IP. Les équipements et services qui souhaitent s'ouvrir au niveau IP publient généralement une API. La communication - extra-habitat, mais également intra-habitat - peut ainsi facilement s'appuyer sur des API, en particulier des API HTTP, mais d'autres protocoles également.

#### Architecture d'ensemble
Que ce soit dans l'habitat ou vis-à-vis de l'extérieur, l'informatique devient en quelque sorte ubiquitaire et interactive (Stigmergie) : les programmes peuvent s'exécuter partout, être conçus ou modifiés partout : sur les objets, sur des gateways, sur le cloud ou dans d'autres habitats ou divers prestataires.
Pour les objets disposant de peu d'interface (et ne disposant pas d'un serveur web embarqué complet), il devient courant que le paramétrage soit réalisé sur le Cloud ou sur un ordinateur puis transféré sur l'objet (exemple : télécommandes Logitech, Squeezebox Logitech, GPS), de manière plus ou moins automatique. Les routeurs ADSL utilisent cette technique pour transférer au routeur le paramétrage et les mises à jour logicielles ou de bases de données.
Dans les architectures type LON, il est courant de voir les objets comme disposant de leur propre autonomie.

### Interface homme/machine
Un simple navigateur web peut être l'interface humaine pour toutes ces applications. Une application (App) sur les OS Android, Apple ou Windows (Windows 7) est également courante.
L'interface homme-machine peut également ne pas se baser sur un écran et un clavier, il peut s'agir :
- de la voix (par reconnaissance vocale, et synthèse vocale) ;
- de murs « tactiles » ou autres surfaces rendues tactiles ;
- de badges (RFID, NFC, propriétaires) ;
- de mouvement de la main (par reconnaissance de forme/mouvement, type Kinect) ;
- des objets divers, voire insolites (Karotz).

Intelligence d'ensemble
L'objectif de la maison communicante est aussi de minimiser le temps que l'humain doit passer devant l'interface homme/machine. Plusieurs technologies existent pour déclencher des automatismes (par programmation volontaire, par des algorithmes évolués tels l'apprentissage des modes de vie, par de très nombreuses techniques algorithmiques, d'apprentissage supervisé ou non).

## Aides publiques et encouragements
La domotique via la motorisation de portes, fenêtres et volets, par exemple, peut augmenter l'empreinte écologique d'un bâtiment, et augmenter certaines consommations électriques. Inversement, dans un bâtiment éco-conçu, et si elle est orientée vers une bonne gestion de l'énergie, voire couplée à un système de production autonome d'énergie (solaire thermique ou photovoltaïque, petit éolien…), elle peut au contraire contribuer à d'importantes économies d'énergie, voire permettre un habitat positif en énergie. Pour cette raison, certains systèmes domotiques sont encouragés par des aides financières ou une défiscalisation (exemple : en France avec un crédit d'impôt (de 15 %) ou une exonération, au 1er janvier 2005 pour l'acquisition d'un système domotique dans une résidence principale de plus de deux ans, avec TVA à 7 % si l'installation est faite par un professionnel… à certaines conditions précisées par l'ADEME et parfois des aides supplémentaires de la part des Régions.